# حایک

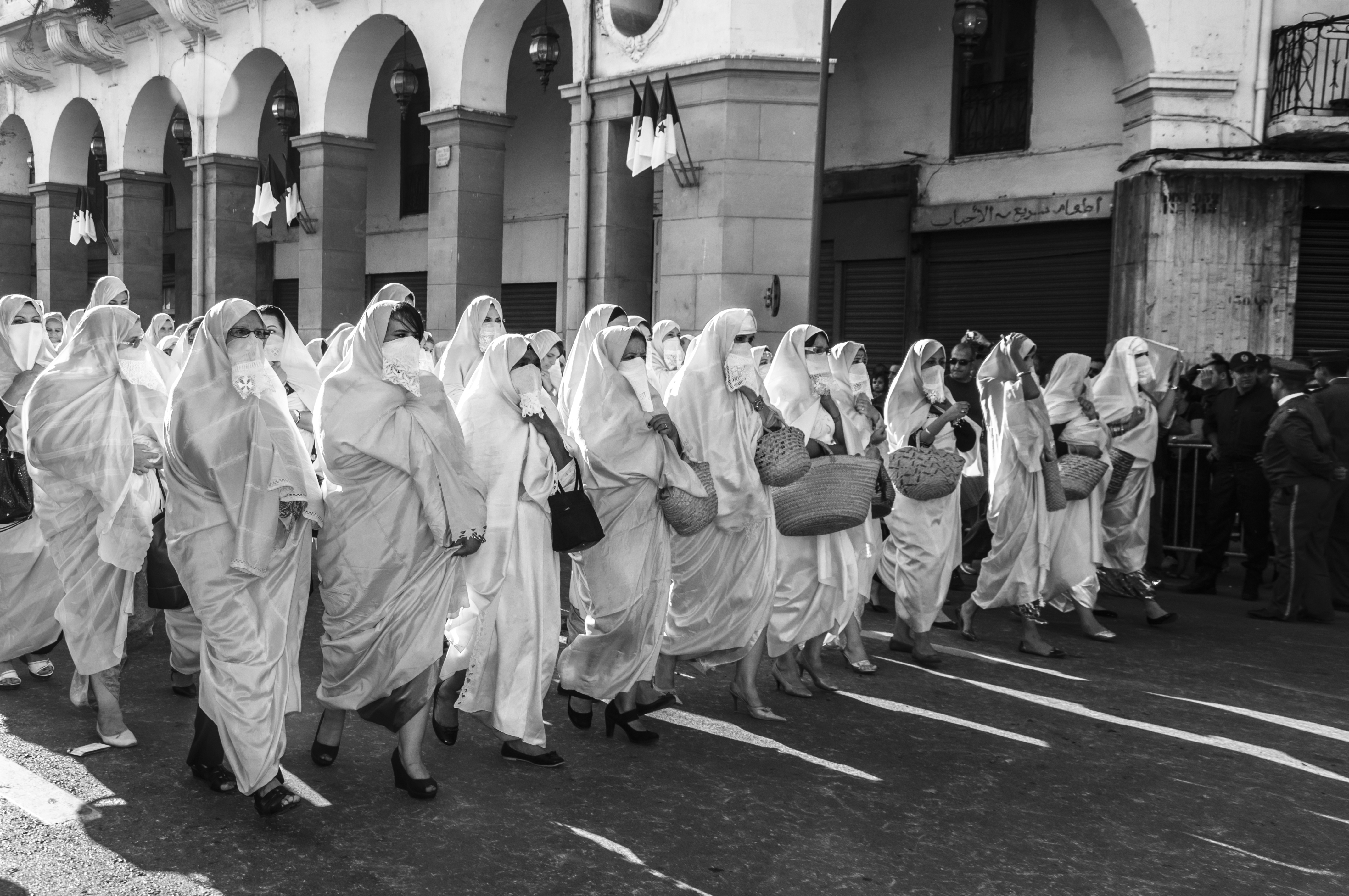
راهپیمایی زنان الجزایری با پوشش حایک در شهر الجزیره.

حایک ( عربی: حيك) حائک یا حَیک، لباس سنتی زنانه است که در منطقه مغرب عربی می پوشند.
حایک به چادر شباهت دارد و گاهی همراه آن از یک قطعه پارچه دور دوزی شده نیز برای پنهان کردن بخش پایینی صورت استفاده می‌شود.

## کاربرد
- در الجزایر کاربرد حایک رو به کاهش است اگرچه زنان کهنسال آن را به ندرت میپوشند.[۳] اخباری منتشر شده است مبنی بر اینکه گروهی از زنان فعال الجزایر در تلاش هستند حایک را که نماد مقاومت مردم این کشور در برابر استعمارگران است، احیا کنند.[۲]

فرانتس فانون در کتاب A dying colonialism به پوشش حایک زنان الجزایری اشاره میکند و مینویسد:
«هر حجابی که افتاد، هر بدنی که از آغوش حایک رها شد، هر چهره ای که خود را در برابر نگاه جسورانه و بی صبرانه اشغالگر عرضه کرد، بیان این واقعیت بود که الجزایر شروع به انکار خود کرده بود و تجاوز استعمارگر را می پذیرفت. »
- در مراکش تقریباً پوشیده نمیشود، به جز شهرهای شفشاون، صویره و فکیک و به ندرت پوشش زنان کهنسال وجده است.[۵] در شهرهای تارودانت و تزنیت رنگ حایک مشکی یا آبی است.
- در تونس، سفساری، گونه تونسی حایک از یک تکه لباس تشکیل میشود که صورت را نمیپوشاند و امروزه عملا پوشیده نمیشود. البته گاهی به عنوان رسم سنتی پوشیده میشود،[۶] مخصوصا زنان مسن تر آن را میپوشند.

## نگاره ها

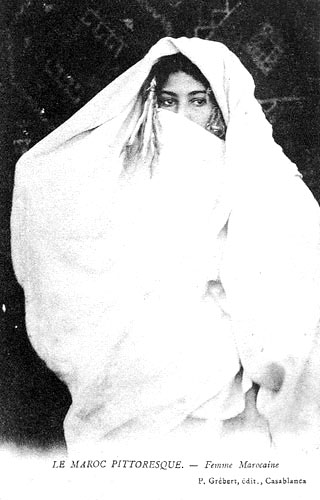
زن مراکشی با لباس حایک - سال 1900 م.
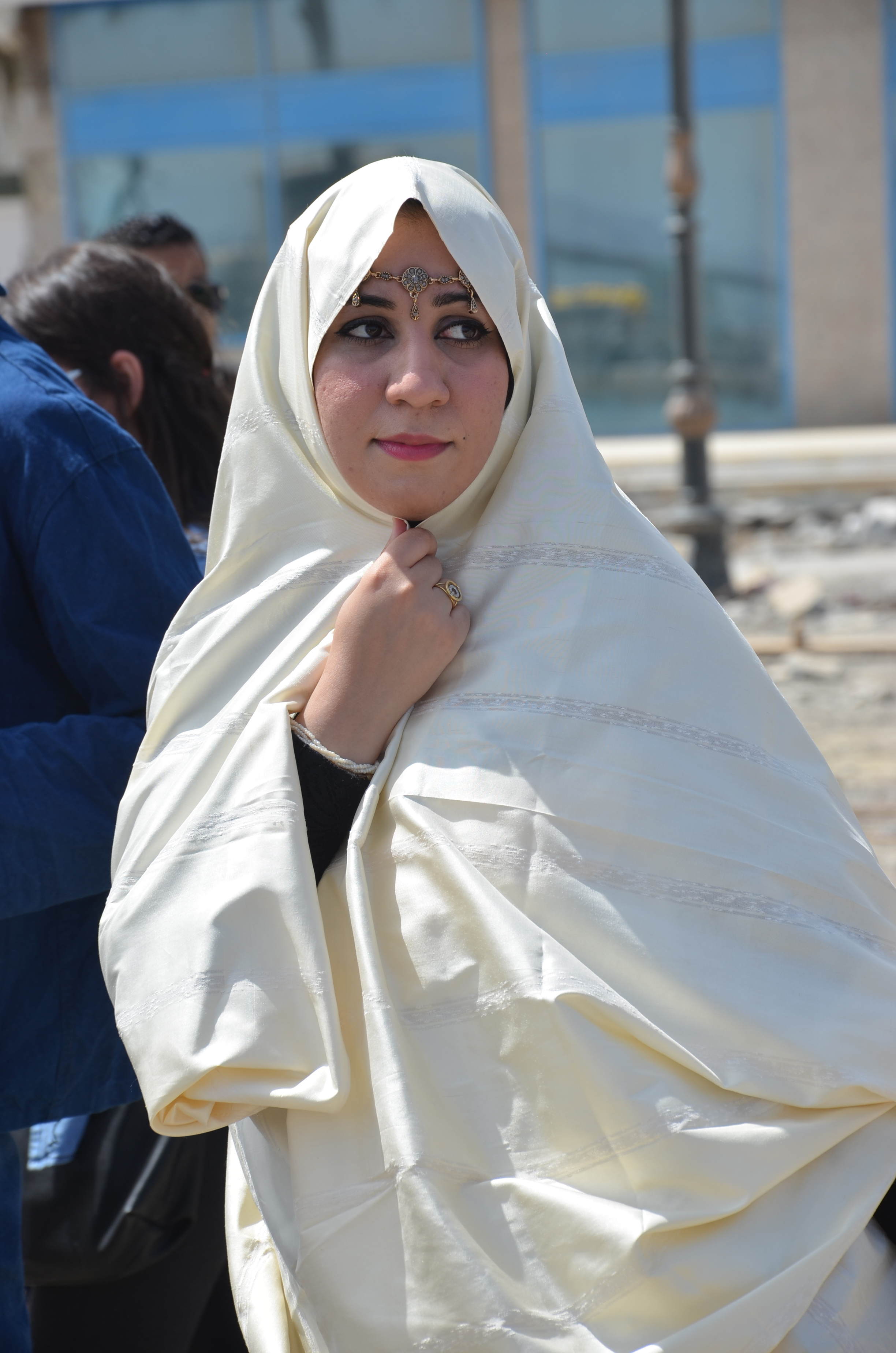
حایک وهرانی و شیوه پوشیدنی که چهره نمایان است.
خانمهای الجزایری با پوشش حایک در محدوده روستایی سال 1874 م.
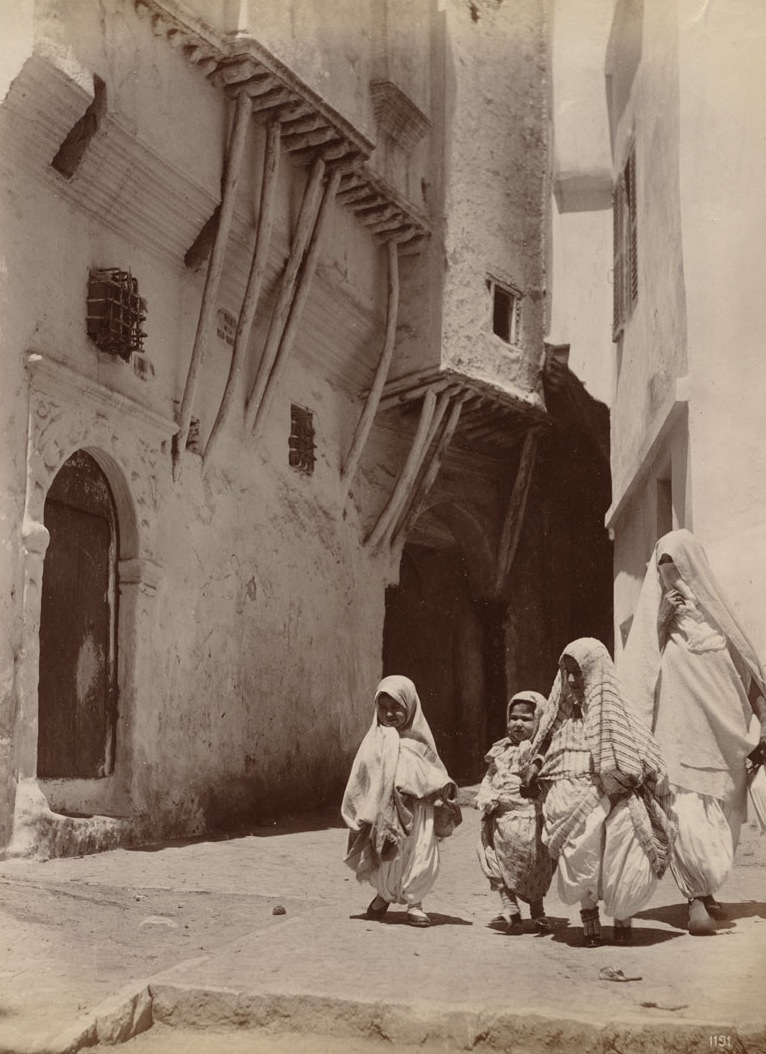
زن و دخترهای الجزایری در خیابانی در قصبه
زن الجزایری با لباس حایک در دوران استعمار فرانسوی
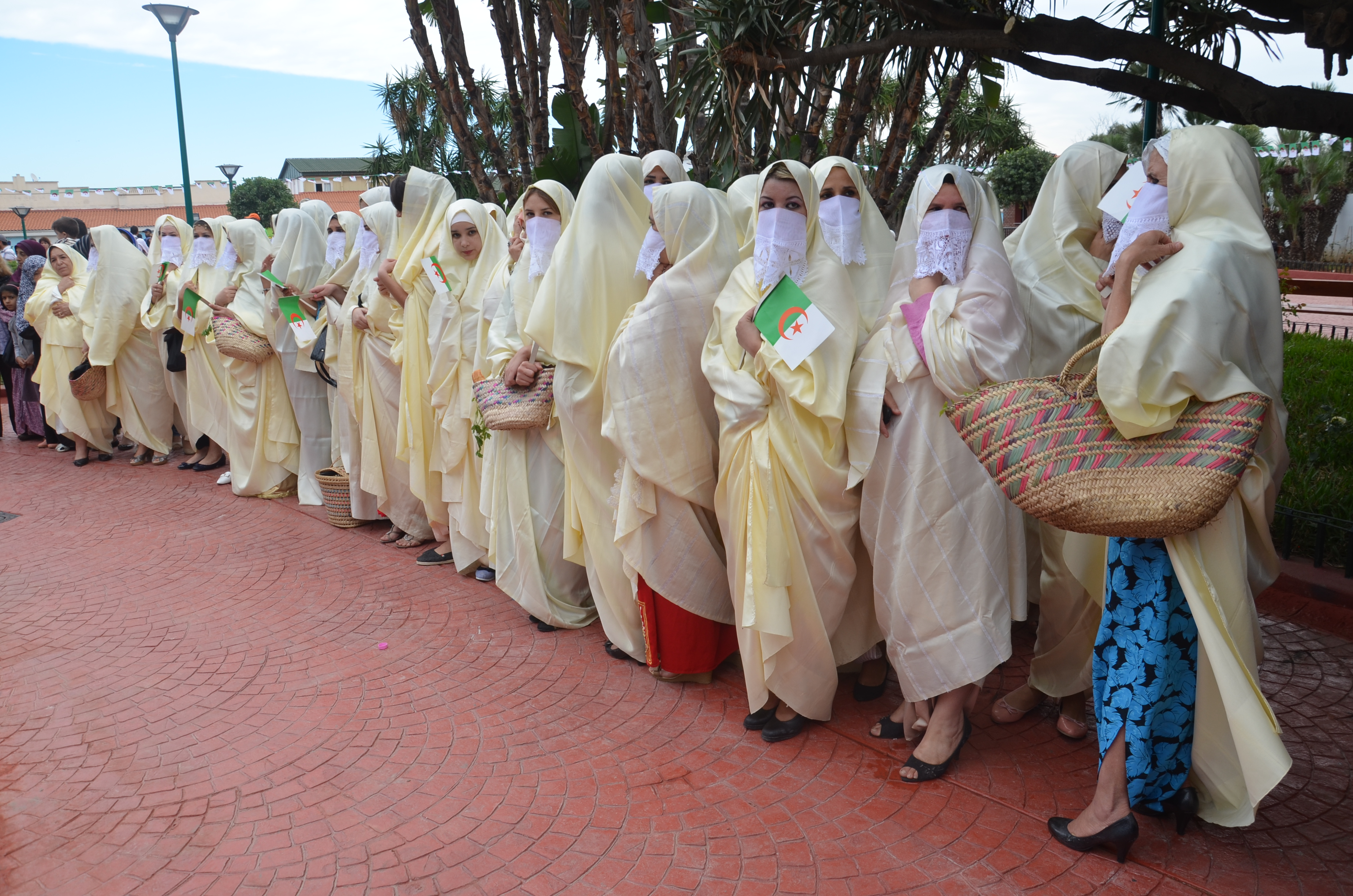
زنان الجزایری با حایک رنگ زوشن
خانمهای الجزایری با پوشش حایک - بندر الجزیره در الجزایر
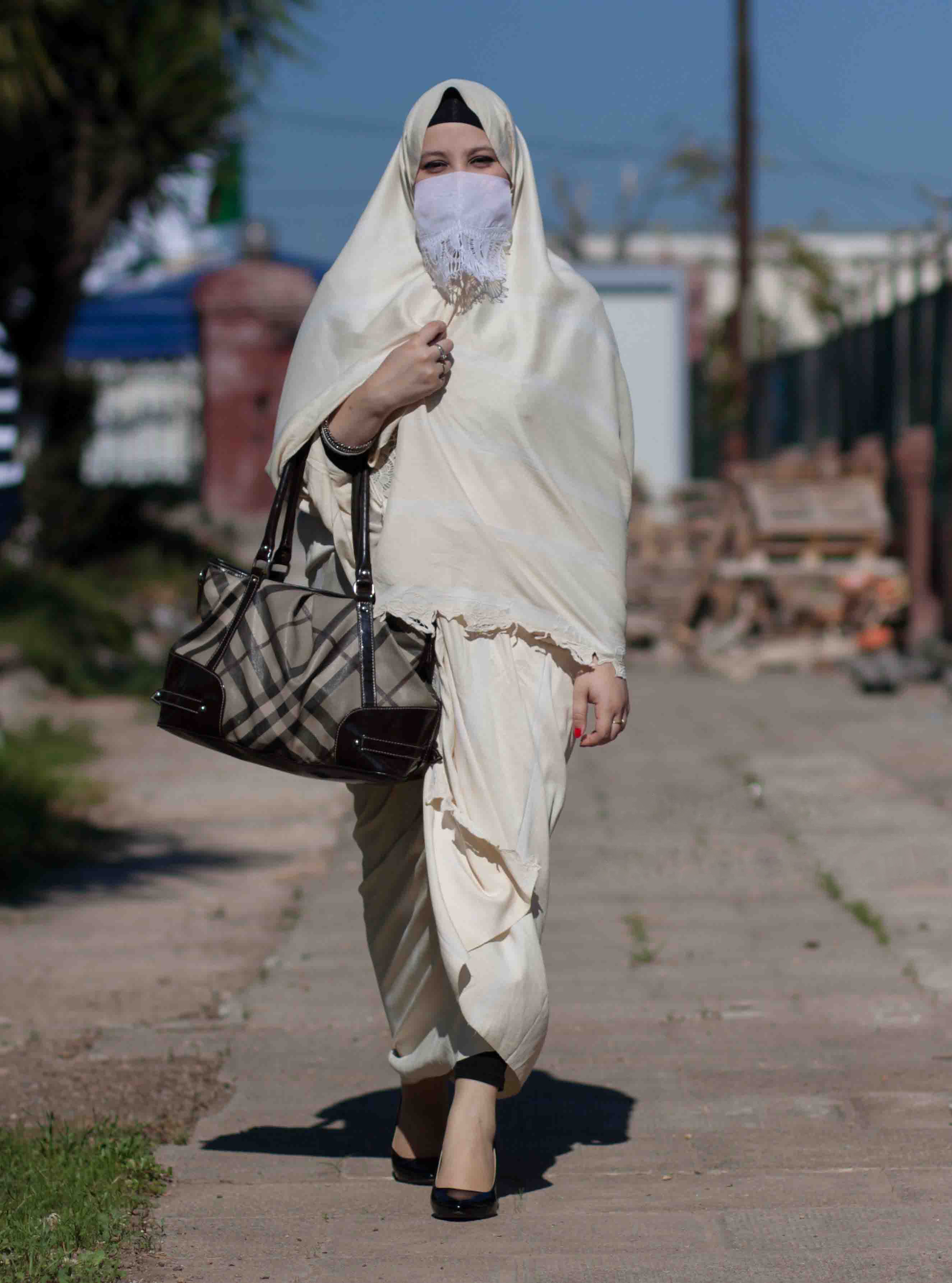
زن الجزایری در الجزیره
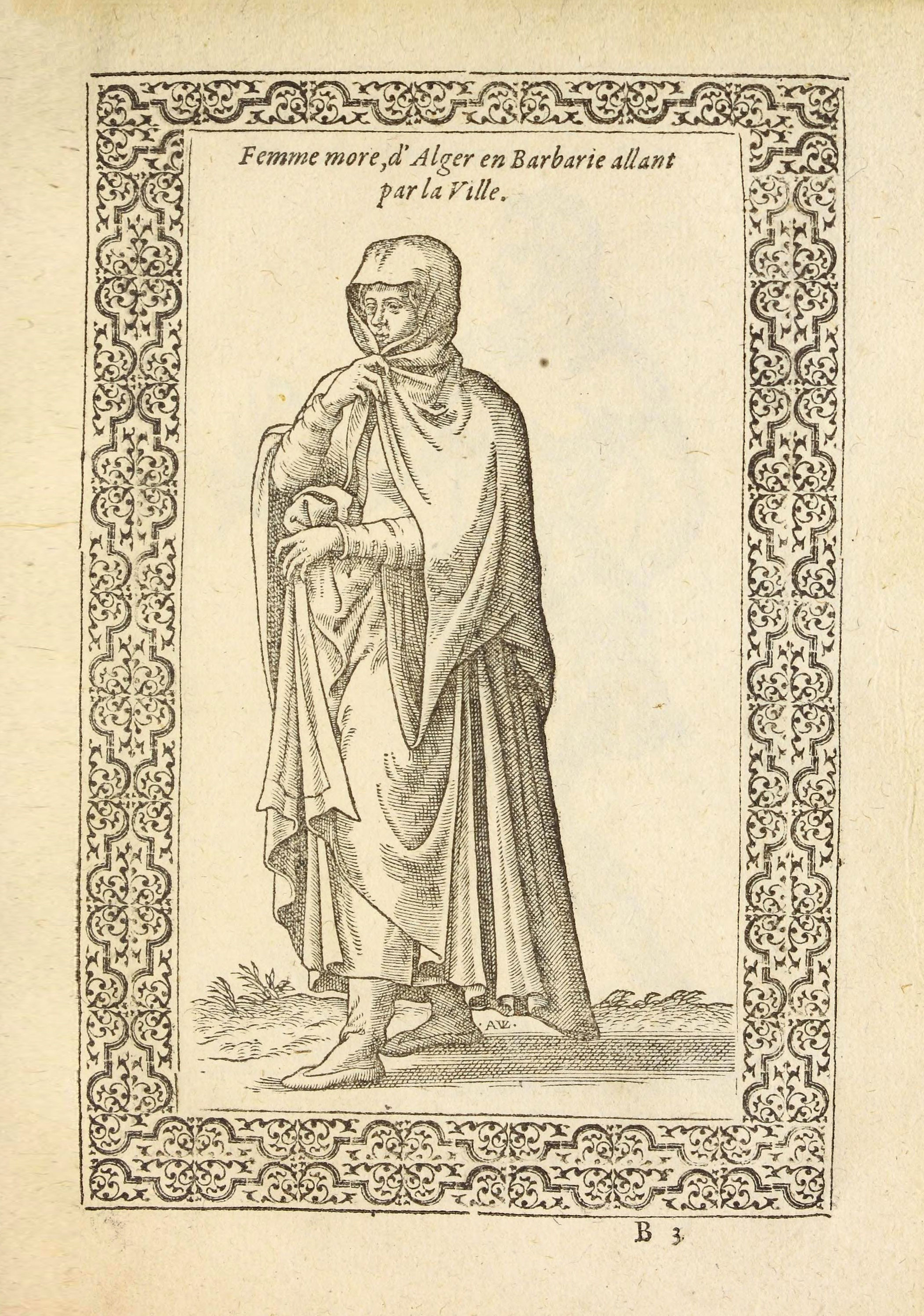
نقاشی از یک زن الجزایری که حایک بر تن دارد - قرن ۱۶ م.